# Matthias Kobena Nketsiah
Matthias Kobena Nketsiah (* 14. April 1942 in Kakomdo) ist ein ghanaischer Geistlicher und emeritierter römisch-katholischer Erzbischof von Cape Coast.

## Leben
Matthias Kobena Nketsiah empfing am 19. Juli 1970 durch den Bischof von Kumasi, Peter Kwasi Sarpong, das Sakrament der Priesterweihe für das Erzbistum Cape Coast.
Am 24. November 2006 ernannte ihn Papst Benedikt XVI. zum Titularbischof von Abaradira und zum Weihbischof in Cape Coast. Die Bischofsweihe spendete ihm der Erzbischof von Kumasi, Peter Kwasi Sarpong, am 3. Februar 2007. Mitkonsekratoren waren der Erzbischof von Accra, Gabriel Charles Palmer-Buckle, und der Bischof von Navrongo-Bolgatanga, Lucas Abadamloora. Am 31. Mai 2010 ernannte ihn Benedikt XVI. zum Erzbischof von Cape Coast.
Papst Franziskus nahm am 11. Mai 2018 seinen altersbedingten Rücktritt an.